# Aicha (Kastl)
Aicha ist eine in der Oberpfalz gelegene Einöde, die ein Gemeindeteil von Kastl ist.

## Lage
Der Ort befindet sich in der Region Oberpfälzer Jura und liegt in der nach Winkl benannten Gemarkung. Aicha selbst ist einer von 39 Ortsteilen des Marktes Kastl. Die Einöde liegt vier Kilometer ostsüdöstlich von Kastl und Ursensollen ist fünfeinhalb Kilometer entfernt.

## Verkehr
Die Einöde liegt 200 Meter westlich einer Gemeindeverbindungsstraße, die von Flügelsbuch zur Kreisstraße AS 28 führt. Von dieser Straße zweigen zwei Zufahrtstraßen nach Aicha ab. Vom ÖPNV wird der Ort mit der Buslinie 445 des VGN angefahren, allerdings nur als Rufbus.